# Bensonocythere whitei
Bensonocythere whitei is een mosselkreeftjessoort uit de familie van de Hemicytheridae. De wetenschappelijke naam van de soort is voor het eerst geldig gepubliceerd in 1951 door Swain.